# Gersimi
För motoryachten M/Y Gersime, se M/Y Gersime
Gersimi (stavningsvarianter: Gørsemi, Gersemi, med flera) är i nordisk mytologi dotter till den vackra fruktbarhetsgudinnan Freja och hennes frånvarande make Od. Den fagra Hnoss är hennes syster. Namnet Gersimi betyder ”dyrbarhet”, ”smycke”.
Gersimi omtalas kortfattat i Ynglingasagan och i en av de namntulor som i några handskrifter av Snorre Sturlassons Edda avslutar Skáldskaparmál. Tulorna är anonyma och har inte tillhört det ursprungliga verket.
Grét ok at Óði 
gull Freyja. 
Heiti eru hennar 
Hǫrn ok Þrungva, 
Sýr, Skjólf ok Gefn 
ok et sama Mardǫll. 
Dœtr eru hennar 
Hnoss ok Gørsemi.
(”Freja, som grät guld för Od, heter också Härn och Trungva, Syr, Skjalf och Gefn och även Mardöll. Hennes döttrar är Hnoss och Gersimi.”)
Också i Ynglingasagan, kapitel 10, sägs Freja ha döttrarna Hnoss och Gersimi. Det är möjligt att Snorre – eller tulans anonyme författare – har hämtat ”Gersimi” från en nu okänd skaldekenning. Namnet skulle i så fall kunna vara ett heiti (en poetisk synonym) för Hnoss, vilket lett till en dubblering av döttrarna. I Gylfaginning 35 sägs Freja endast ha en dotter, nämligen Hnoss. ”Hon är så vacker att allt som är vackert och dyrbart kallas hnossir (klenoder) efter henne.” (Hon er svá fǫgr at af hennar nafni eru hnossir kallaðar þat er fagrt er ok gersemligt.) Det ord som här översatts ”dyrbart” (gersemligt) är samma ord som systerns namn Gersimi (”dyrbarhet”).